# Mesópolis (kommun)
Mesópolis är en kommun i Brasilien.   Den ligger i delstaten São Paulo, i den södra delen av landet, 500 km sydväst om huvudstaden Brasília. Antalet invånare är 1 886.
Följande samhällen finns i Mesópolis:
- Mesópolis

Omgivningarna runt Mesópolis är en mosaik av jordbruksmark och naturlig växtlighet. Runt Mesópolis är det ganska glesbefolkat, med 25 invånare per kvadratkilometer.